# True (álbum de L'Arc~en~Ciel)
True es el nombre escogido para el cuarto álbum de la banda japonesa L'Arc~en~Ciel, con el que consiguieron llegar por primera vez hasta el primer puesto del Oricon Chart y vendieron casi un millón y medio de ejemplares. 
El CD cuenta con tres singles, por orden: Kaze ni kienaide, flower y Lies and Truth, a falta de un cuarto, the Fourth Avenue Cafe, que debido a la marcha del batería del grupo (sakura) fue cancelado. Esta última canción promocionó al álbum saliendo en algunos capítulos del conocido anime Rurouni Kenshin, así como los demás singles sonaban en las cabeceras de diversos programas de televisión. 
Hasta el momento habían sido los propios miembros de la banda los que arreglaban sus canciones, pero para este trabajo contaron con la ayuda de varios arreglistas. 

## Lista de canciones
| #   | Título                        | Compuesta por:                                                                            |
| --- | ----------------------------- | ----------------------------------------------------------------------------------------- |
| 1.  | Fare Well                     | hyde (letra) ken (música) L'Arc~en~Ciel y Haruo Togashi (arreglos)                        |
| 2.  | Caress of Venus               | hyde (letra) ken (música) L'Arc~en~Ciel y Hajime Okano (arreglos)                         |
| 3.  | Round and Round               | hyde (letra) hyde (música) L'Arc~en~Ciel y Takeyuki Hatano (arreglos)                     |
| 4.  | flower                        | hyde (letra y música) L'Arc~en~Ciel y Takao Konishi (arreglos)                            |
| 5.  | "good-morning Hide"           | sakura (letra) hyde (música) L'Arc~en~Ciel y Hajime Okano (arreglos)                      |
| 6.  | the Fourth Avenue Cafe        | hyde (letra) ken (música) L'Arc~en~Ciel y Takeyuki Hatano (arreglos)                      |
| 7.  | Lies and Truth ("True Mix")   | hyde (letra) ken (música) L'Arc~en~Ciel y Akira Nishihira (arreglos) *Versión del álbum   |
| 8.  | Kaze ni kienaide ("True" Mix) | hyde (letra) tetsu (música) L'Arc~en~Ciel y Masahide Sakuma (arreglos) *Versión del álbum |
| 9.  | I Wish                        | hyde (letra) tetsu (música) L'Arc~en~Ciel y Takao Konishi (arreglos)                      |
| 10. | Dearest Love                  | hyde (letra) tetsu (música) L'Arc~en~Ciel y Haruo Togashi (arreglos)                      |

## Vídeos promocionales
- L'Arc~en~Ciel - Kaze ni kienaide
- L'Arc~en~Ciel - flower
- L'Arc~en~Ciel - Lies and Truth

- Datos: Q2702729